# Список війн за участю Хорватії
У цій станні наведено неповний перелік війн за участю Хорватії, хорватського народу і регулярної хорватської армії в період коли існували незалежні хорватські держави.
В переліку вказана назва конфлікту, дата, ворогуючі сторони та його результат:
      Перемога Хорватії
      Поразка Хорватії
      Інший результат (Мирний договір або невизначений результат, статус кво, результат громадянської війни, невідомий результат)
      Незавершений конфлікт

## Антський союз
Нижче наведений перелік війн за участю Антів як єдиного племінного союзу, в який входили: Уличі, Тиверці, Дуліби, Поляни, Деревляни, Сіверяни та Білі хорвати.
| Дата         | Конфлікт                                             | Перша сторона                        | Друга сторона                      | Результат                                                                                                |
| ------------ | ---------------------------------------------------- | ------------------------------------ | ---------------------------------- | --- |
| 378-379 роки | Остгото-Антська війна                                | Антський союз                        | Остготи                            | Спочатку перемога, потім поразка                                                                         |
| 518 рік      | Рейд Антів на володіння Візантії                     | Антський союз Федерати Віталіяна     | Візантійська імперія               | Поразка                                                                                                  |
| 530ті роки   | Похід Хільбудія на землі північного Дунаю            | Антський союз                        | Візантійська імперія               | Перемога                                                                                                 |
| 539-540 роки | Варварські набіги на володіння Візантійської імперії | Антський союз Склавіни Гунни Булгари | Візантійська імперія               | Перемога                                                                                                 |
| VI ст.       | Витіснення Антами авар в Паннонію                    | Анти Візантійська імперія            | Аварський каганат                  | Перемога. - Авари йдуть до Паннонії та перетворюють її на свою стратегічну базу.                         |
| VI-VII ст.   | Слов'янське заселення Балканського півострова        | Антський союз Склавіни               | Візантійська імперія               | Вирішальна Перемога * Далмація, Іллірія, Панонія, Мезія, Дакія, Македонія і Фракія захоплені Слов'янами. |
| 545-602      | Союзні рейди Антів на ворогів Візантії               | Анти Візантійська імперія            | Аварський каганат Склавіни Остготи | Евентуальна перемога                                                                                     |
| 602          | Рейд Авар на Антів                                   | Антський союз                        | Аварський каганат                  | Поразка * Розпад Антського союзу * Слово "Анти" зникло з історичних джерел.                              |

## Червоні хорвати
Нижче наведено перелік війн за участю тієї частини Білих хорват, що була локалізована на території сучасної сучасної хорватської держави та Воєводини після VII ст. н.е. і стала відома як Червоні хорвати.
| Date                | Conflict                                     | Allies          | Enemies                     | Result                                               |
| ------------------- | -------------------------------------------- | --------------- | --------------------------- | ---------------------------------------------------- |
| VII. - До 640 року. | Витіснення авар з Далмації                   | Червоні хорвати | Авари                       | Перемога - Витіснення авар з Далмації.               |
| IX ст. - 825 рік.   | Боротьба хорватського народу за незалежність | Червоні хорвати | Візантійська імперія Франки | Вирішальна перемога. - Створення хорватської держави |

## Хорватське князівство
Нижче наведено перелік війн за участю Хорватського князівства.
| Date          | Conflict                          | Allies                                                    | Enemies            | Result                  |
| ------------- | --------------------------------- | --------------------------------------------------------- | ------------------ | ----------------------- |
| 854 рік.      | Перша Хорватсько-Болгарська війна | Хорватське князівство                                     | Болгарське царство | Невизначений результат. |
| 925-931 роки. | Друга Хорвато-Болгарська війна    | Хорватське князівство Хорватське королівство (Наступник.) | Болгарське царство | Перемога.               |

## Хорватське королівство
Нижче наведено перелік війн за участю тієї частини Білих хорват, що була локалізована на території сучасної сучасної хорватської держави та Воєводини після VII ст. н.е. і стала відома як Червоні хорвати.
| Date            | Conflict                                      | Allies                                                                                         | Enemies                                    | Result |
| --------------- | --------------------------------------------- | ---------------------------------------------------------------------------------------------- | ------------------------------------------ | --- |
| 925-931 роки.   | Друга Хорвато-Болгарська війна                | Хорватське князівство Хорватське королівство (Наступник.)                                      | Болгарське царство                         | Перемога. |
| 968-1018 роки.  | Візантійське завоювання Болгарії              | Візантійська імперія Хорватське королівство Київська Русь (968-969) Дакія Мадяри та їх держава | Болгарське царство Київська Русь (970-971) | Перемога. |
| 997-1000 роки.  | Третя Хорвато-Болгарська війна                | Хорватське королівство                                                                         | Болгарське царство                         | Воєнна поразка, проте болгари відійшли.                                                                        |
| 1089-1097 роки. | Громадянська війна в Хорватському королівстві | Сили різних аристократів                                                                       | Сили різних аристократів                   | - Політична дестабілізація держави. - Втручання у конфлікт Угорщини.                                           |
| 1097 рік.       | Битва при Гвозді                              | Хорватське королівство                                                                         | Королівство Угорщина                       | Вирішальна поразка. - Хорватське королівство входить до Хорватсько-угорської унії на правах широкої автономії. |

## Хорвато-Угорська унія
.
| Date            | Conflict                             | Allies                                    | Enemies                             | Result |
| --------------- | ------------------------------------ | ----------------------------------------- | ----------------------------------- | --- |
| 1241-1242 роки. | Татаро-монгольський похід в Хорватію | Хорватське королівство                    | Монгольська імперія                 | Перемога. - Татаро-монгольські орди залишили Хорватію.                                                                                             |
| 1532-1593 роки. | Столітня Хорвато-османська війна     | Хорватське королівство Союзники християни | Османська імперія Боснійський еялет | Перемога. - Хорвати перемогли у перших Битвах. - Хорвати програли у Сігетварські Битві - Вирішальна перемога Християнської Ліги у Сісакській Битві |

## Незалежна Хорватська держава
Нижче наведено перелік війн за участю Незалежної Хорватської держави.
| Date           | Conflict            | Allies                                                                                                | Enemies | Result                                           |
| -------------- | ------------------- | --- | --- | ------------------------------------------------ |
| 1941-1945 роки | Друга Світова Війна | Японська імперія Третій Рейх Королівство Італія СРСР (1939—1941) Таїланд Незалежна Хорватська держава | Сполучені Штати Америки СРСР (1941—1945) Британська імперія Франція Китай Друга Річ Посполита Данія Королівство Норвегія | Поразка - Кінець Незалежної Хорватської держави. |

## Хорватія
Нижче наведено перелік війн за участю сучасної Хорватії.
| Date            | Conflict                      | Allies | Enemies                                                                                          | Result |
| --------------- | ----------------------------- | --- | ------------------------------------------------------------------------------------------------ | --- |
| 1991-1995 роки  | Війна за незалежність Ховатії | Хорватія Боснія і Герцеговина | Республіка Сербська країна Сербія Народна армія Югославії                                        | Вирішальна перемога. - Створення незалежної хорватської держави. - Ліквідація республіки сербська країна. |
| 1996-1998 роки  | Війна за незалежність Ховатії | Хорватія Боснія і Герцеговина НАТО | Республіка Сербська країна Сербія Народна армія Югославії Західнобоснійська автономна республіка | Дейтонська мирна угода.                                                                                   |
| 2001-2014 роки. | Війна в Афганістані           | Афганістан Австралія Австрія Азербайджан Албанія Бахрейн Бельгія Болгарія Боснія і Герцеговина Велика Британія Вірменія Греція Грузія Данія Естонія Ірландія Ісландія Іспанія Італія Йорданія Канада Латвія Литва Люксембург Північна Македонія Малайзія Монголія Нідерланди Німеччина Нова Зеландія Норвегія ОАЕ Південна Корея Польща Португалія Румунія Сальвадор Сінгапур Словаччина Словенія США Тонга Туреччина Угорщина Україна Фінляндія Франція Хорватія Чехія | Талібан Аль-Каїда                                                                                | Перемога.                                                                                                 |